# Giải Vetlesen
Giải Vetlesen là một giải thưởng của Lamont-Doherty Earth Observatory (Đài quan sát Trái Đất Lamont-Doherty) thuộc Đại học Columbia và Quỹ G. Unger Vetlesen, dành cho các nhà khoa học có những nghiên cứu làm sáng tỏ những vấn đề liên quan tới Trái Đất, lịch sử của nó cũng như sự liên quan của nó với vũ trụ.
Giải này được mô tả như một cố gắng để lập ra một giải thưởng tương đương giải Nobel cho ngành Địa vật lý hoặc ngành Địa chất học. 
Giải được trao trung bình 2 năm một lần, nếu Ban giám khảo chọn được ít nhất một ứng viên có thể được lãnh giải trong thời gian này. 

## Lịch sử
G. Unger Vetlesen lập ra một quỹ mang tên ông ngay trước khi ông qua đời vào năm 1955. Ngoài "Giải Vetlesen", Quỹ nói trên cũng trợ cấp cho các viện nghiên cứu Khoa học Trái Đất danh tiếng.

## Các người đoạt giải
- 2015 – Stephen Sparks, (Anh)
- 2012 - Jean Jouzel, (Pháp)
- 2012 - Susan Solomon, (Hoa Kỳ)
- 2008 - Walter Alvarez
- 2004 - Sir Nicholas Shackleton, Anh
- 2004 - W. Richard Peltier, Canada
- 2000 - W. Jason Morgan, Hoa Kỳ
- 2000 - Walter C. Pitman III, Hoa Kỳ
- 2000 - Lynn R. Sykes, Hoa Kỳ
- 1996 - Robert E. Dickinson, Hoa Kỳ
- 1996 - John Imbrie, Hoa Kỳ
- 1993 - Walter Munk, Hoa Kỳ
- 1987 - Wallace S. Broecker, Hoa Kỳ
- 1987 - Harmon Craig, Hoa Kỳ
- 1981 - Marion King Hubbert, Hoa Kỳ
- 1978 - J. Tuzo Wilson, Canada
- 1974 - Chaim Leib Pekeris, Israel
- 1973 - William Alfred Fowler, Hoa Kỳ
- 1970 - Allan V. Cox, Hoa Kỳ
- 1970 - Richard R. Doell, Hoa Kỳ
- 1970 - S. Keith Runcorn, Anh
- 1968 - Francis Birch, Hoa Kỳ
- 1968 - Sir Edward Bullard, Anh
- 1966 - Jan Hendrik Oort, Hà Lan
- 1964 - Pentti Eskola, Phần Lan
- 1964 - Arthur Holmes, Anh
- 1962 - Sir Harold Jeffreys, Anh
- 1962 - Felix Andries Vening Meinesz, Phần Lan
- 1960 - W. Maurice Ewing, Hoa Kỳ